# Psilopsiagon
Psilopsiagon é um género de papagaio da família Psittacidae.
Este género contém as seguintes espécies:
- Psilopsiagon aurifrons
- Psilopsiagon aymara

Na taxonomia de Sibley-Ahlquist, as espécies deste género são incoporadas no género Bolborhynchus.